# Résolution 92 du Conseil de sécurité des Nations unies
Membres permanents
- Chine (Taïwan)
- États-Unis
- France
- Royaume-Uni
- URSS

Membres non permanents
- Brésil
- Équateur
- Inde
- Pays-Bas
- Turquie
- Yougoslavie

Résolution no 91 Résolution no 93
La résolution 92 du Conseil de sécurité des Nations unies est une résolution du Conseil de sécurité des Nations unies adoptée le 8 mai 1951.
Cette résolution, la troisième de l'année 1951, relative à la question de la Palestine, rappelant les résolutions 54, 73 et 89, constatant que des hostilités ont éclaté dans la zone démilitarisée, rappelle les parties aux obligations qui leur incombent au titre de la Charte et de la résolution 54. 
La résolution a été adoptée par 10 voix pour.
L'abstention est celle de l'Union des républiques socialistes soviétiques.

## Texte
- Résolution 92 sur fr.wikisource.org
- Résolution 92 sur en.wikisource.org